# GOOD LUCK!!

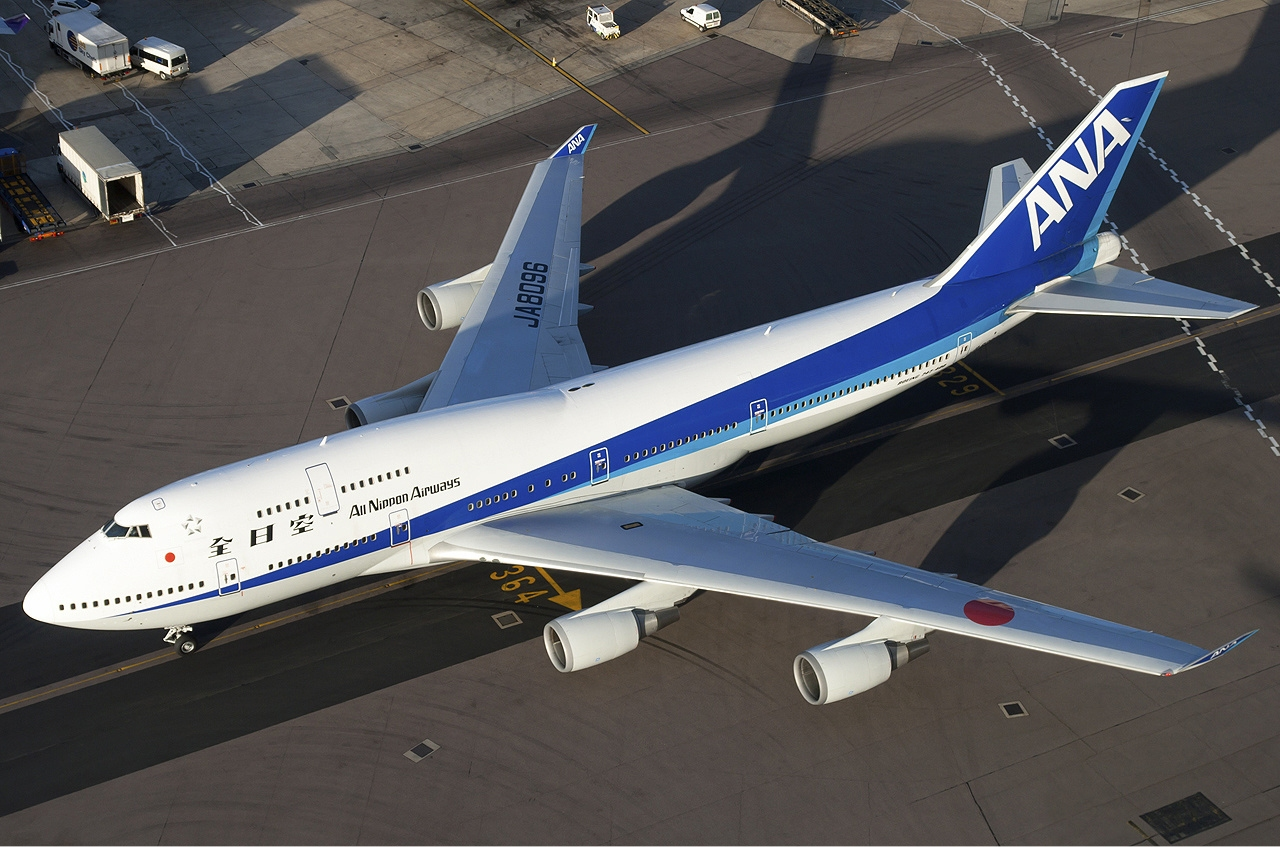
主に撮影に使用された
ANAの747-400国際線仕様 （現在は全機退役）

『GOOD LUCK!!』（グッド ラック）は、2003年1月19日から3月23日まで毎週日曜日21:00 - 21:54に、TBS系「日曜劇場」枠で放送されたテレビドラマ。主演は木村拓哉で同枠では『ビューティフルライフ』以来3年ぶりである。
このドラマをきっかけに、ANAは当然のこと、他社の航空会社も含め、航空業界への就職希望者が激増する社会現象が起こった。また、数多くある航空業界をテーマとしたドラマ、映画の中で、最多の人気・視聴率を誇った。（2位はハッピーフライト。これもANAが舞台。）さらには、放送期間〜終了後、ANAの株価が急上昇した。

## 概要
全日本空輸（ANA）を舞台に、木村拓哉演じる若手の旅客機パイロット・新海元を中心に、恋愛と仕事に生きる人達を描く青春ドラマ。
第1話放送後から、撮影に全面協力していたANAの株価が上昇。ドラマ放送後、ANAはもとより、日本航空（JAL）など含めた航空業界への就職希望者が急増する現象が起きた。この航空業界への就職ブームについては、当時のTBS系の報道番組の中で取り上げられた。
全話平均視聴率は30.6%、最高視聴率は最終回の37.6%、瞬間最高視聴率は41.6%を記録した（いずれもビデオリサーチ調べ、関東地区）。

## キャスト

### 主要人物
新海 元（しんかい はじめ）〈29〉
演 - 木村拓哉
全日空国際線の副操縦士。一浪一留して大学卒業後、全日空に入社。地上勤務を数年経て、自社養成パイロットコースを卒業。晴れて副操縦士（コーパイ）となる。
自分の気持ちに素直でやや天然だが、自分がこうと決めたら曲げない頑固な部分もあり（父親ゆずりか?）、物事に対して熱く向かっていき、純粋でまっすぐな性格。女性にはモテモテだがあまり興味がなく、合コンや飲み会は苦手。何かに夢中になると極めたくなるタイプ。佃近辺のリバーサイドマンションで一人暮らしをしている。実家は釣り船屋。
物語序盤では規律主義の香田とは衝突していたが、物語が進むに連れ互いに打ち解け合い、師弟のように信頼し合う仲となる。熱くなりやすい性格ではあるが、序盤にて香田と衝突しつつも香田を仲間と思っていたり、香田の判断力を尊敬する一面もある。歩実とも最初は衝突することがあったが徐々に打ち解け合い、後半にて恋人の関係となる。愛車は貨物登録のトヨタランドクルーザー40系。
香田 一樹（こうだ かずき）〈40〉
演 - 堤真一
全日空の国際線機長。元の上司で、運航監査室の監査官でもある。数年前に外資系航空会社グランシア航空からヘッドハンティングされて全日空に来た、エリートパイロット。12年前の航空機事故が原因でパイロットを引退するつもりであったが、研修後に機長及び運航監査官となる。厳格な性格であり、決して感情に流されることはなく、冷静沈着な判断能力を持つ完璧主義者だが、仕事においては相手が誰であろうと厳しく情け容赦ない男なので、後輩からは敬遠されがち。そのような特徴から元に「サイボーグ」と呼ばれる。乗客から苦情の出た者は二度と自分のシップ（航空機）には乗せないとか。“気持ち”を大切にする元とは意見が割れがち。
また公明正大な人物であり、乗客を座席クラス関係なく同等のものとして扱う。責任感も非常に強く、異動や謹慎処分にしつつも解雇にはしなかったり、事故によって両親を亡くした歩実に毎年送金を続けていたり、後半にて脱出訓練時に自身を庇い事故に至った元に対する責任からパイロットを引退しようとしたりしている。元々は元と似た性格で熱くなりやすかったが、事故により厳格な性格へと変わってしまう。富樫とは元々恋人であり、事故によって別れてしまうが、最終話にて復縁する。
緒川 歩実（おがわ あゆみ）〈22〉
演 - 柴咲コウ
航空整備士。12年前の香田が絡んだ航空機事故で、両親を亡くしている。さっぱりとしていて芯の強い性格。姉がおり、二人で暮らしている。航空機事故がきっかけで航空機に乗るのが怖くなっていた。元とは対立していたが徐々に惹かれていき、後半にて結ばれる。愛車はヤマハ・SRのカスタムモデル。

### ANA（全日空）
富樫 のり子（とがし のりこ）〈38〉
演 - 黒木瞳
キャビンアテンダント。後輩である元や歩実を可愛がっており、良き相談相手となっている。豊富なキャリアを持ち、誠実な性格であるため周囲からの信頼も厚い。香田の元恋人で、後半にて香田と復縁する。
太田 健三郎（おおた けんざぶろう）〈45〉
演 - 段田安則
チーフパーサー。真面目で仕事熱心で、香田に対して少し反感を持っているが憎悪という程のものではなくクルーとしての能力や見識は香田の事を認めている。チーフパーサーをする前は、クレームセンターで仕事をしていた。
深浦 うらら（ふかうら うらら）〈23〉
演 - 内山理名
新海にやたら言い寄ってくるキャビンアテンダント。同じく元が気にかけている歩実にライバル心を燃やす。CAとしての腕は乏しく、ミスを仕出かすこともある。香田の態度に苛立ちを覚え、香田を名誉毀損で訴えようとし、果てには彼女に同情した他のCAを巻き込んでボイコットを起こしたこともある（第5話）。
内藤 ジェーン（ないとう - ）〈45〉
演 - 竹中直人（特別出演）
機長。女癖が悪く人間的にもだらしなく見えるが、パイロットとしての腕はよく、後輩想いでもある。
安住 龍二郎（あずみ りゅうじろう）〈29〉
演 - 安住紳一郎（TBSアナウンサー）
副操縦士。元の同期。
武藤
演 - 清水綋治
乗員室長
原田 美和子（はらだ みわこ）〈32〉
演 - 加藤貴子
稲垣 千佳（いながき ちか）
演 - 佐藤康恵
片瀬 まひる（かたせ まひる）
演 - 西山繭子
庄司 恭子（しょうじ きょうこ）
演 - 植松真美
真壁 桂子（まかべ けいこ）
演 - 岡あゆみ
堀田 ちよみ（ほった ちよみ）
演 - 岩堀せり
紀田 ひろ子（のりた　ひろこ）
演 - 畑田亜希
阿部 貴之（あべ たかゆき）〈26〉
演 - 要潤
航空整備士。歩実の先輩。
島村 孝司（しまむら たかし）
演 - 天野浩成

### その他
新海 良治（しんかい りょうじ）〈71〉
演 - いかりや長介（特別出演）
元の父親で舟宿の店主。家業を継がず家を出て行った元とは余所余所しくなっていたが、本当は元を気にかけており、時々帰ってくる元に助言をしたり、元が事故にあった時には誠や香田と共に逸早く病院へ駆けつける。歩実が訪ねてきた時には緊張して上がってしまい、それを元に突っ込まれる。その後、歩実に刺身や酒を振舞う。
新海 誠（しんかい まこと）〈16〉
演 - 中尾明慶
元の弟、高校生。元がパイロットになったために、実家の舟宿を継ぐ。元が帰ってきた時には温かく迎える。
緒川 香織（おがわ かおり）〈26〉
演 - 市川実和子
歩実の姉。看護師。同居している妹のよき相談相手。
朴 美淑（パク ミスク）〈27〉
演 - ユンソナ
元の住んでいるマンションの隣人。なぜか元の事をショウちゃんと呼ぶ。元の弟（誠）の事はタカシと呼ぶ。最終話でチャイナエアラインの客室乗務員であることが判明する。

### ゲスト

#### 第一話「熱血パイロット空を飛ぶ」
水島 公作（みずしま こうさく）
演 - 岩城滉一
機長。訓練生時代の元を担当した教官。元とのフライトの際、腰を痛めたことをきっかけに引退を決意。最後のフライトの後に自分の肩章を元に譲る。
伊藤 敦夫
演 - 平泉成
乗客。「ロサンゼルスでの契約が取れないと会社が潰れてしまう」と元などのクルーにそのままロサンゼルスに行くことを迫る。そして、富樫と太田に暴力を振る。
白石整備部長
演 - 伊藤昌一
歩実が元と言い争ったことを叱責する。

#### 第三話「緊急着陸」
小倉 光喜（おぐら みつよし）
演 - 黒部進
民自党の衆議院議員。
パニック発作の既往歴を持つ。
夏川 広樹（なつかわ ひろき）
演 - 津嘉山正種
歩実が乗るホノルル便の機長。
歩実の叔母
演 - 茅島成美
歩実の叔父
演 - 頭師孝雄

#### 第四話「救出作戦」
相馬 るり子（そうま るりこ）
演 - 西田尚美
久木田客室乗務一課長
演 - 藤田宗久
如月 雪子（きさらぎ ゆきこ）
演 - 未來貴子
キャビンアテンダント1
演 - 岸直美
特派員
演 - 平野正人
中継リポーター
演 - 升田尚宏（TBSアナウンサー）

#### 第五話「ニアミス」
熊川 哲也（くまかわ てつや）
演 - 熊川哲也（特別出演）
本人役。

#### 第六話「夜間飛行」
牛島 ミサ（うしじま みさ）
演 - 石田えり
医師。日本で手術を待っている少女を救うため、北京からの一刻も早い帰国を希望する。
元に滞在先のホテルで帰国便のチケットを電話で取ってもらい、元の操縦する飛行機に搭乗する。

#### 第七話「さらば空」
山上 達生（やまがみ たつお）
演 - 柴俊夫
「グレートキャプテン」と呼ばれているほどのベテランパイロット。昭和49年（西暦1974年）にYS-11の国内便に初乗務以来、28年間のパイロット人生を全うした。香田をANAへ誘い、教官を担当した師であったが、元との監査フライトにて、独善的な判断を行ったことから香田により「パイロット失格」との烙印を押される。教え子である香田に引導を渡されたことから、引退を決意する。
健康診断担当の医師
演 - 大島蓉子

#### 第九話「約束守ってよ」
成見医師
演 - 石黒賢
北村乗務本部人事部長
演 - 小野武彦
訓練飛行の教官
演 - 芹澤名人

#### 最終話「ラストフライト」
中年男
演 - 村松利史
勝田機長
演 - 中根徹
キャビンアテンダント
演 - 竹内香苗（当時TBSアナウンサー）
乗客の男の子
演 - 池田仁

## スタッフ
- 脚本：井上由美子
- 音楽：佐藤直紀
- 演出：土井裕泰、福澤克雄、平野俊一
- 主題歌：山下達郎「RIDE ON TIME」（AIR ⁄ BMG FUNHOUSE）
- 演出補：平川雄一朗、池辺安智、武藤淳、佐藤敦司、田中大二朗、菅野真由美
- 技術：島崎孝雄
- 撮影：須田昌弘、上村信夫、高柳知之、関毅
- 映像：木部伸一郎、小高宏文
- 照明：金子信男、鋤野雅彦、西綾乃、半田圭
- 音声：清水昭人、植村貴弘、金澤康雄、仲山一也、尾崎佐千子
- 音響効果：中村友美
- 編集：松尾茂樹、井手和重
- CG：曽利文彦、田中浩征
- タイトルCG：保坂久美子
- 美術プロデューサー：石田道昭、青木ゆかり
- 美術デザイン：青木ゆかり
- 美術制作：やすもとたかのぶ
- 装置：熊野憲治
- 装飾：鈴木昌也、上原一晃
- コスチューム：武居守一、斉藤飛鳥、村田おりえ
- ヘアメイク：吉村美和、座喜味えり奈、大隣 望美
- 持道具：若園聡子
- イルミネーション：坂本香織
- 制作担当：片岡俊哉、綱島美恵、戸塚寛人
- 制作主任：小宮伸之、後藤和弘、船谷純矢
- 制作進行：後藤和弘、戸塚寛人
- 記録：鈴木一美、原田靖子
- 番組デスク：小澤通子
- 編成担当：山田康裕
- 番組宣伝：鈴木慎治、藤田千春
- 音楽プロデューサー：志田博英、渡邉朋子、徳山竜法
- 医療監修：堤邦彦
- 協力：ANA、新東京国際空港公団（現・成田国際空港株式会社）、一部東京国際空港（羽田空港）、緑山スタジオ・シティ、東通、オフィスクレッシェンド
- プロデュース：植田博樹、瀬戸口克陽
- プロデュース補：石丸彰彦、相場恵理子、東義勝
- 制作：TBS ENTERTAINMENT
- 製作著作：TBS

## 放送日程
| 各話                                                           | 放送日        | サブタイトル           | 演出     | 視聴率 |
| -------------------------------------------------------------- | ------------- | ---------------------- | -------- | ------ |
| FLIGHT #01                                                     | 2003年1月19日 | 熱血パイロット空を飛ぶ | 土井裕泰 | 31.6%  |
| FLIGHT #02                                                     | 2003年1月26日 | 謹慎処分               | 土井裕泰 | 27.5%  |
| FLIGHT #03                                                     | 2003年2月02日 | 緊急着陸               | 福澤克雄 | 28.6%  |
| FLIGHT #04                                                     | 2003年2月09日 | 救出作戦               | 平野俊一 | 27.6%  |
| FLIGHT #05                                                     | 2003年2月16日 | ニアミス               | 土井裕泰 | 30.9%  |
| FLIGHT #06                                                     | 2003年2月23日 | 夜間飛行               | 平野俊一 | 28.2%  |
| FLIGHT #07                                                     | 2003年3月02日 | さらば空               | 福澤克雄 | 28.9%  |
| FLIGHT #08                                                     | 2003年3月09日 | WANTED                 | 土井裕泰 | 29.7%  |
| FLIGHT #09                                                     | 2003年3月16日 | 約束守ってよ           | 福澤克雄 | 33.5%  |
| FINAL FLIGHT                                                   | 2003年3月23日 | ラストフライト         | 土井裕泰 | 37.6%  |
| 平均視聴率 30.6%（視聴率はビデオリサーチ調べ、関東地区・世帯） |               |                        |          |        |

## 備考
- ドラマ中で登場するANAマネージメントセンターの外観やロビーなどは一般のビジネスビルを使用した。パイロットブリーフィングルームはスタジオ内のセットである。なお、キャビンアテンダントルームなどは実際のANAのオフィスで撮影されANA社員もエキストラとして撮影協力している。
- 元（木村）が乗っている愛車のトヨタ・ランドクルーザーBJ40のナンバーは「は16-10」で『パイロット』と読める。
- 第5話の収録で堤が同じ場面（「今日はX線検査場が混雑している・・・」というセリフを言う場面）でNGを5回（TAKE3まで連続で噛む、TAKE4は間ができたうえ言えなくなってNG、TAKE5は言葉の詰まりとにやけでNG）も出し、ハプニング大賞の伝説となった。続くTAKE6でやっと成功したものの、今度は竹中がアドリブで口ずさんだ歌の歌詞を間違えるというNGを出し、堤と木村に責めを受けつつも、竹中、木村、堤共に笑顔を崩すことなく撮影ロケを楽しんでいた（特に5連続でNGを出した堤は「やっと言えたのに!」と苦笑しながら竹中を叩いていた）。
- 成田空港周辺にある機体撮影スポットとして航空機マニアに人気の「三里塚さくらの丘」の展望台が舞台として使用された。
- ドラマの最終回に登場する元と歩実のキスシーンは、設定上はハワイだが、実際の撮影場所はワイキキビーチの友好姉妹浜となっている和歌山県の白良浜である。
- ドラマ本編では元（木村）が複数機種の操縦を行っているが、実際は機種ごとの免許が必要である。機種によって操縦が異なるため、操縦する際はその都度機種変更訓練を受け機種変更試験に合格しなければならない。そのため、747-400と767（第1話）を掛け持ちをすることはありえない（ベテランパイロットであれば機種変更の描写を割愛したという解釈も不可能ではないが、副操縦士になりたての元が機種変更を行っているとは考えにくい）。
- 第6話「夜間飛行」では話の設定上成田への到着時刻は1:30となっているが、近隣住民への騒音被害を最小限に抑える為、実際の当時の成田空港の運用時間は23:00までとなっていた。それ以降は緊急事態などの場合を除いて離着陸禁止となっており、この話の内容のようなことは実際にはありえない。[注 3]2019年10月27日より運用時間が1時間延長され、6:00～24:00まで(悪天候などやむを得ない場合は24:30まで)の運用となっている。[4]
- 放送から10年後の2013年12月末にDVDより映像が高画質かつリマスター化されたブルーレイBOXが復刻発売された。また、木村・柴咲が再共演した『安堂ロイド〜A.I. knows LOVE?〜』の放送にあわせ、TBSほか一部系列局(SBS・TBCなど)においてBOX発売前に再放送が実施された。
- テーマ曲の「Departure」は、バラエティ番組などの飛行機関連の特集でBGMに使用されている。
- 撮影後、エンジンの中に、ほこりを使い、GOODLUCKの文字を書いた。